# Ban Biao
Ban Biao (chinês: 班彪; pinyin: Ban Biao, Wade-Giles: Pan Piao, 3-54), nome de cortesia (em chinês: 皮 叔; pinyin: Shūpí; Wade-Giles: Shupi), foi um historiador chinês, e um funcionário nasceu no que hoje é Xianyang, Shaanxi, durante a Dinastia Han. Ele era o sobrinho do Consort Ban, um famoso poeta e concubina do Imperador Cheng.
Ban Biao iniciou o Livro dos Han, que foi concluído por seu filho, Ban Gu e filha Ban Zhao, enquanto seu irmão, Ban Chao foi um famoso general que contribuíram com suas histórias para expandir o Livro dos Han.

## Ban Biao e seus descendentes
- Ban Biao (班彪; 3-54; father)
- Ban Gu (班固; 32-92; first son)
- Ban Chao (班超; 32-102; second son)
- Ban Xiong (班雄; ?-after 107; Ban Chao's eldest son)
- Ban Shi (班始; ?-130; Ban Chao's second son)
- Ban Yong (班勇; ?-after 127; Ban Chao's youngest son)
- Ban Zhao (班昭; 45-116; daughter)